# 薩基西利縣
0°49′48″S 78°40′12″W / 0.83000°S 78.67000°W
薩基西利縣（西班牙語：Cantón Saquisilí），是厄瓜多爾的縣份，位於該國中部，由科托帕希省負責管轄，始建於1943年10月18日，面積206平方公里，2001年人口20,815，人口密度每平方公里101.04人。